# Gynoplistia (Gynoplistia) klamonoensis
Gynoplistia (Gynoplistia) klamonoensis is een tweevleugelige uit de familie steltmuggen (Limoniidae). De soort komt voor in het Australaziatisch gebied.